# Jan Formandl
Jan Formandl (27. října 1913 – 14. února 1994) byl český hudebník, fotograf, sběratel, úředník a nejmladší syn Antonína Formandla.

## Mládí a studium
Jan Formandl se narodil 27. října 1913 v Ostravě, kmotrem mu byl Johann Artmann a jeho žena. Navštěvoval obecnou školu v Brodku u Přerova, poté České reálné gymnázium v Olomouci a 4 semestry navštěvoval Vysokou školu obchodní v Praze. Po studiu pracoval jako úředník katastru členstva Československé obce sokolské v Praze v Tyršově domě. Později jako vedoucí prodeje podniku Meva, pak jako odborný referent n. p. Kovomat. Později byl z politických důvodů za administrativy vyřazen, posledních deset let byl průvodčím na tramvaji.

## Hudební činnost
Působil jako: 
- varhaník sboru Československé církve husitské na Žižkově[3]
- pianista, korepetitor sokolských cvičení v Tyršově domě
- skladatel - jeho skladby Modlitba a Vyznání byly provedeny roku 1949 - zpěv dr. Fr. Havelka, varhany V. Hovjacký[4]
- tenor v: Pěveckém smíšeném sboru Jeroným na Žižkově, mužském sboru Slávie, Křížkovském sboru v Karlíně[5] a Pěveckém sboru Typografia, v Pěveckém sboru státních spořitelen i dirigoval
- sbormistr v Dívčím sboru státních spořitelen[6], již v 17 letech řídil pěvecký kroužek Sokola v Brodku[7]

## Fotografická činnost
Vytvářel reportážní, reklamní a umělecké fotografie, za které byl několikrát oceněn. Fotil ale i osobnosti, se kterými se osobně stýkal, např. Jaroslava Seiferta, či Marii Fischerovou Kvěchovou, nebo autogramiádách, či setkáních Spolku českých bibliofilů.

## Sběratelství
Působil v Klubu sběratelů autogramů Praha. V roce 1994 po něm byla pojmenována cena "Cena Jana Formandla za pozoruhodnou sbírku autogramů a práci se sbírkou". Také byl sběratel díla Jaroslava Seiferta a vydavatel bibliofilských edicí jeho díla. V 70. letech se spřátelil s akademickým sochařem Romanem Podrázským, kterého vícekrát podpořil zakoupením jeho obrazů. Sbíral i dílo Marie Fischerové Kvěchové, u které nechal portrétovat svá vnoučata.

## Přítelem Zdeňka Jirotky
Mezi jeho přátele patřil autor Saturnina, Zdeněk Jirotka, který mu v dopise popsal, proč se stal spisovatelem.